# 永恆論
永恆論是一種對於時間的本體論性質的觀點。在這個理論下，現在、過去以及未來的實在性都是等價的。與之持相異觀點的則是主張只有現在存在的現在論以及主張未來不存在且持續變化的宇宙的增長體理論。某些類型的永恆論賦予時間類似本體論關於空間性質的詮釋，也就是維度的概念。在維度的引入下，不同的時間與不同的地點具有等價的實在性。因此未來「已經」存在，如同所有地方在任一時間點都存在。在這樣的時間意義下並不存在客觀的時間流動。這有時也被稱作「時間塊」或是「宇宙塊」理論，因為它將時空描述為一個固定的四維塊狀物，而不是在時間的流動下不斷調整的三維空間。

## 現在
古典哲學將時間劃分為三個部分，分別是「過去」、「現在」以及「未來」。一般而言，在這個經典的模型中，過去永遠不再改變，未來則至少擁有一定程度的開放性。隨著時間的流動，曾經是現在的時間點成為了過去的一部份；一部份的未來則成為了現在。一個稱作現在的特定時刻從過去朝著未來「移動」，如此便是時間流動的意義。這個直觀且否認過去存在的理解方式就是時間哲學中的現在論。現在並不是在一個時間軸上，從一個實在的過去的時間點移動到一個同樣實在的未來的時間點。現在只會改變而已。過去與未來只是用來描述這個實在、孤立且變化的現在的概念，而不是實在的時間。這個傳統的模型呈現了許多困難的哲學問題，而且它似乎無法與當代的一些科學理論相容，例如相對論。但只要把不相容的部分放入第五維，那四維就能運行的非常完美了。

## 反對意見
斯洛文尼亞空間生命研究所的建立者阿姆瑞特·索利（Amrit Sorli）和大衛特·菲斯卡萊蒂（Davide Fiscaletti）認為時間是獨立於空間而存在的，時間本身並沒有因觀察者的位置不同而產生變化，他們指出如果把使用光子鐘所進行的實驗與使用原子鐘所進行的實驗進行比較，會得出不同的結果，他們解釋說：「原子鐘的速率會減慢，因為物理現象的'相對性'始於π介子的尺度。 」因此, 解釋所謂的時間膨脹現象本身並不需要提出「長度收縮」的說法。